# Televoting
Televoting (altgriechisch τῆλε tele „fern“; englisch voting „Abstimmung“) bzw. Telefonabstimmung oder auch Teleabstimmung ist ein Abstimmungsverfahren, in dem jeder (zum Beispiel Fernsehzuschauer) innerhalb eines bestimmten Zeitraums durch das Wählen einer Telefonnummer (oft sind dies Mehrwertnummern) oder das Schicken einer Short-Message-Service-Mitteilung (SMS) seine Stimme abgeben kann. Die Anrufe werden erfasst und automatisch ausgewertet.
Televotings werden meist in Fernsehsendungen, wie etwa dem Eurovision Song Contest, angewendet.

## Televoting in Deutschland
Die Vorläufer der ersten Televotings waren die sogenannten „Lichttests“, bei der Fernsehzuschauer in einer größeren Stadt aufgerufen wurden, zu Abstimmungszwecken den Stromverbrauch durch Lichteinschalten messbar zu erhöhen. Das erste Televoting-Verfahren in Deutschland war der 1979 vom ZDF und der Deutschen Bundespost vorgestellte Tele-Dialog (TED). Das Verfahren wurde mithilfe des Erfinders Oskar Vierling entwickelt. 1997 wurde TED durch ein moderneres Verfahren namens T-VoteCall abgelöst. Seit Sommer 2002 dürfen neben der Deutschen Telekom auch andere Unternehmen kostenpflichtige Televoting-Dienste anbieten. Durch diesen Umstand nahmen Abstimmungen, Meinungsumfragen und Gewinnspiele im deutschen Fernsehen sprunghaft zu, weil sie eine profitable Einnahmequelle darstellen. Oft stellen Televotings einen nicht zu vernachlässigenden Anteil der Einnahmen von Sendungen neben den Werbeeinnahmen dar.
In der Vergangenheit kam es in der RTL-Sendung Deutschland sucht den Superstar zu Problemen mit dem Televoting. Zuschauer zweifelten die Richtigkeit der Ergebnisse an und Hacker meldeten sich, die behaupteten, das System manipuliert zu haben. Ein weiteres Problem des per Telefonanruf erfolgenden Televotings ist die sehr häufig auftretende Überlastung der Televoting-Zentrale, so dass nicht alle Anrufer in dem zumindest bei großen Livesendungen zu kurz gesteckten Zeitraum gezählt werden können. Diesem Problem kann mit der anbieterseitigen Nutzung von Massenanruf-Diensten begegnet werden. Anderseits können zur Manipulation auch Mehrfachanrufe oder sogar Call-Center eingesetzt werden.
Auch im Videotext einiger Sender gibt es Abstimmungen zu aktuellen (oft politischen oder polarisierenden) Themen.
Mittlerweile ist es auch möglich, Abstimmungen mit Web 2.0-Services über SMS durchzuführen.